# 2009 Big Show Live Album
2009 Big Show Live Album é o terceiro álbum ao vivo do grupo sul-coreano Big Bang, lançado pela YG Entertainment em 22 de abril de 2009. O álbum foi gravado entre as datas de 30 de janeiro a 1 de fevereiro de 2009, durante a série de concertos intitulada Big Show 2009 realizada na Olympic Gymnastics Arena em Seul.

## Lançamento
2009 Big Show Live Album apresenta performances do Big Bang realizadas durante sua série de concertos Big Show 2009, que contou com quatro apresentações na Olympic Gymnastics Arena e obteve um público total de mais de cinquenta mil pessoas. Sua lista de canções, inclui faixas lançadas pelo Big Bang durante o ano de 2008, vindas de seus lançamentos coreanos, Stand Up e Remember, e japonês com Number 1.
A gravação do concerto Big Show 2009, também gerou a produção de um DVD, lançado posteriormente em 23 de julho de 2009.

## Lista de faixas
| N.º            | Título                                                                                     | Letras                                            | Música                                            | Arranjos                                          | Duração |  |
| 1.             | "Haru Haru (orchestra ver.)" (하루하루; Day by Day)                                        | G-Dragon                                          | G-Dragon, Daishi Dance                            | Daishi Dance                                      | 4:37    |  |
| 2.             | "Heaven (orchestra ver.)" (천국; Cheonguk)                                                 | G-Dragon                                          | G-Dragon, Daishi Dance                            | Daishi Dance                                      | 3:56    |  |
| 3.             | "Strong Baby" (Seungri solo)                                                               | G-Dragon                                          | G-Dragon, Bae Jin Yeol                            | Bae Jin Yeol                                      | 4:10    |  |
| 4.             | "Number 1"                                                                                 | Jimmy Thornfeldt, Martin Hanzen, Mohombi Moupondo | Jimmy Thornfeldt, Martin Hanzen, Mohombi Moupondo | Jimmy Thornfeldt, Martin Hanzen, Mohombi Moupondo | 3:19    |  |
| 5.             | "Stylish (The FILA)"                                                                       | G-Dragon                                          | Perry                                             | Perry                                             | 3:16    |  |
| 6.             | "Only Look at Me (remix)" (Taeyang solo)                                                   | Teddy Park                                        | Teddy Park, Kush                                  | Teddy Park                                        | 5:09    |  |
| 7.             | "Act Like Nothing's Wrong (remix)" (아무렇지 않은 척; Amureochi Anheun Cheok) (T.O.P solo) | T.O.P                                             | T.O.P, Brave Brothers                             | Brave Brothers                                    | 5:45    |  |
| 8.             | "Lady"                                                                                     | G-Dragon                                          | G-Dragon, Teddy Park                              | Teddy Park                                        | 2:55    |  |
| 9.             | "Wonderful"                                                                                | G-Dragon, T.O.P                                   | G-Dragon, Brave Brothers, Teddy Park              | Teddy Park                                        | 3:36    |  |
| 10.            | "A Good Man" (착한 사람; Chaghan Salam)                                                    | T.O.P                                             | T.O.P, Kush                                       | Kush                                              | 3:27    |  |
| 11.            | "Make Love"                                                                                | Kush, Daniel Im, Steve-I                          | Kush, Daniel Im, Steve-I                          | Kush                                              | 3:43    |  |
| 12.            | "Oh. Ah. Oh" (오. 아. 오.; O. A. O)                                                        | G-Dragon, T.O.P                                   | G-Dragon, Teddy Park                              | Teddy Park                                        | 4:12    |  |
| 13.            | "Last Farewell (remix)"                                                                    | G-Dragon                                          | G-Dragon, Brave Brothers                          | Brave Brothers                                    | 3:27    |  |
| 14.            | "Sunset Glow" (붉은 노을; Byulkeun Noeul)                                                  | G-Dragon, Lee Hyung-hon                           | Lee Hyung-hon, G-Dragon, Teddy Park               | Teddy Park                                        | 4:19    |  |
| 15.            | "Oh My Friend"                                                                             | G-Dragon                                          | G-Dragon, No Brain                                | No Brain                                          | 4:18    |  |
| 16.            | "Lies (remix)" (거짓말; Geojitmal)                                                         | G-Dragon                                          | G-Dragon                                          | Brave Brothers                                    | 5:24    |  |
| Duração total: | Duração total:                                                                             | Duração total:                                    | Duração total:                                    | Duração total:                                    | 1:05:41 |  |

## Histórico de lançamento
| Região        | Data                | Formato             | Gravadora                   |
| ------------- | ------------------- | ------------------- | --------------------------- |
| Coreia do Sul | 22 de abril de 2009 | CD download digital | YG Entertainment Mnet Media |